# Running (Sandro-Lied)
Running (englisch für Laufen) ist ein englischsprachiger Popsong, der vom deutschen Sänger Sandro Nicolas interpretiert wurde. Mit dem Titel sollte er Zypern beim Eurovision Song Contest 2020 in Rotterdam vertreten.

## Hintergrund und Produktion
Bereits Ende November 2019 gab der zuständige Rundfunk CyBC bekannt, dass Alessandro Hütten unter seinem Künstlernamen Sandro Zypern beim kommenden Eurovision Song Contest vertreten werde. Am 6. März 2020 wurde der entsprechende Beitrag namens Running erstmals der Öffentlichkeit vorgestellt. Sandro schrieb ihn mit Alfie Arcuri, Sebastian Rickards, Octavian Rasinariu und Theofilos Pouzbouris. Letzterer produzierte und mischte den Titel ab.
Die Dreharbeiten zum Musikvideo fanden unter der Regie von Alexandros Kostelidis in Athen statt. Es zeigt Sandro singend vor hellen und dunklen Hintergründen. Einen Tag nach Veröffentlichung erschien der Titel auf Download- und Streamingplattformen. Am 13. April erschien zudem eine Akustikversion.

## Musik und Text
In Running gehe es um eine dunkle Geschichte, welche den Kampf gegen das Elend darstelle und die Stürme, die man im Leben durchstehen müsse. Der Sänger habe an Depressionen gelitten, wodurch die Performance im Musikvideo inspiriert sei. Sandro habe den Titel für die Menschen geschrieben, die sich alleine und verlassen fühlten und dass nicht alles im Leben gut und fröhlich sei. Der Text handelt davon, dass der Sänger müde ist, vor den Dämonen davonzulaufen, aber dennoch weiterrennt (I'm tired of running from these demons).
Die beiden Strophen sind jeweils aus zwei Zeilen aufgebaut. Der Refrain wird von einem Pre- und Post-Chorus umschlossen und zweimal wiederholt. Nach der zweiten Wiederholung folgen die Bridge und das Outro.
Stilistisch wird der Titel von Musikredakteuren im Bereich des Dance-Pop, bzw. Deep House verortet.

## Beim Eurovision Song Contest
Zypern hätte im ersten Halbfinale des Eurovision Song Contest 2020 mit diesem Lied auftreten sollen. Aufgrund der fortschreitenden COVID-19-Pandemie wurde der Wettbewerb jedoch abgesagt. Die Choreografie sollte von Marvin Dietmann entwickelt werden.

## Rezeption
Wiwibloggs bemängelte, dass der Song dem Sänger nicht die Möglichkeit gebe, seine gesanglichen Fähigkeiten zu zeigen. Der Titel sei gut für das Radio sowie als Remix für die Tanzfläche geeignet. Laut Eurovisionary seien die Erwartungen an den Beitrag zu hoch gewesen. Running sei guter Dance-Pop, allerdings nicht mehr und nicht weniger. Der Song würde erst durch die Liveperformance von Sandro zum Leben erweckt werden und falle in der Studioversion nicht weiter auf. ESC Kompakt schrieb, im Gegensatz zum Sänger wirke der Beitrag „kalt und ohne wirkliche Authentizität“. Die Komponisten hätten sich vom Werk von Meduza und Goodboys inspirieren lassen. Der Titel wirke austauschbar.